# Pierre-André Senizergues
Pierre-André Senizergues is de eigenaar van de Amerikaanse sportschoenfabrikant Sole Technology. Hij is een voormalig professioneel skateboarder met de Franse nationaliteit.
Senizergues werd in 1989 licentiehouder van het schoenenmerk etnies in de Verenigde Staten, dat hij vervolgens kocht en samen met andere schoenenmerken onderbracht bij het door hem opgerichte en geleide Sole Technology.
In april 2007 kwam hij in het nieuws, omdat hij in Los Angeles gratis schoenen en maaltijden uitdeelde aan daklozen. Hij was tijdens het skateboarden vaak met hen in aanraking gekomen en had met hen te doen. Nu hij succes had, wilde hij ze graag helpen, zo verklaarde hij in een interview.